# St. Antonius von Padua (Zeilhofen)

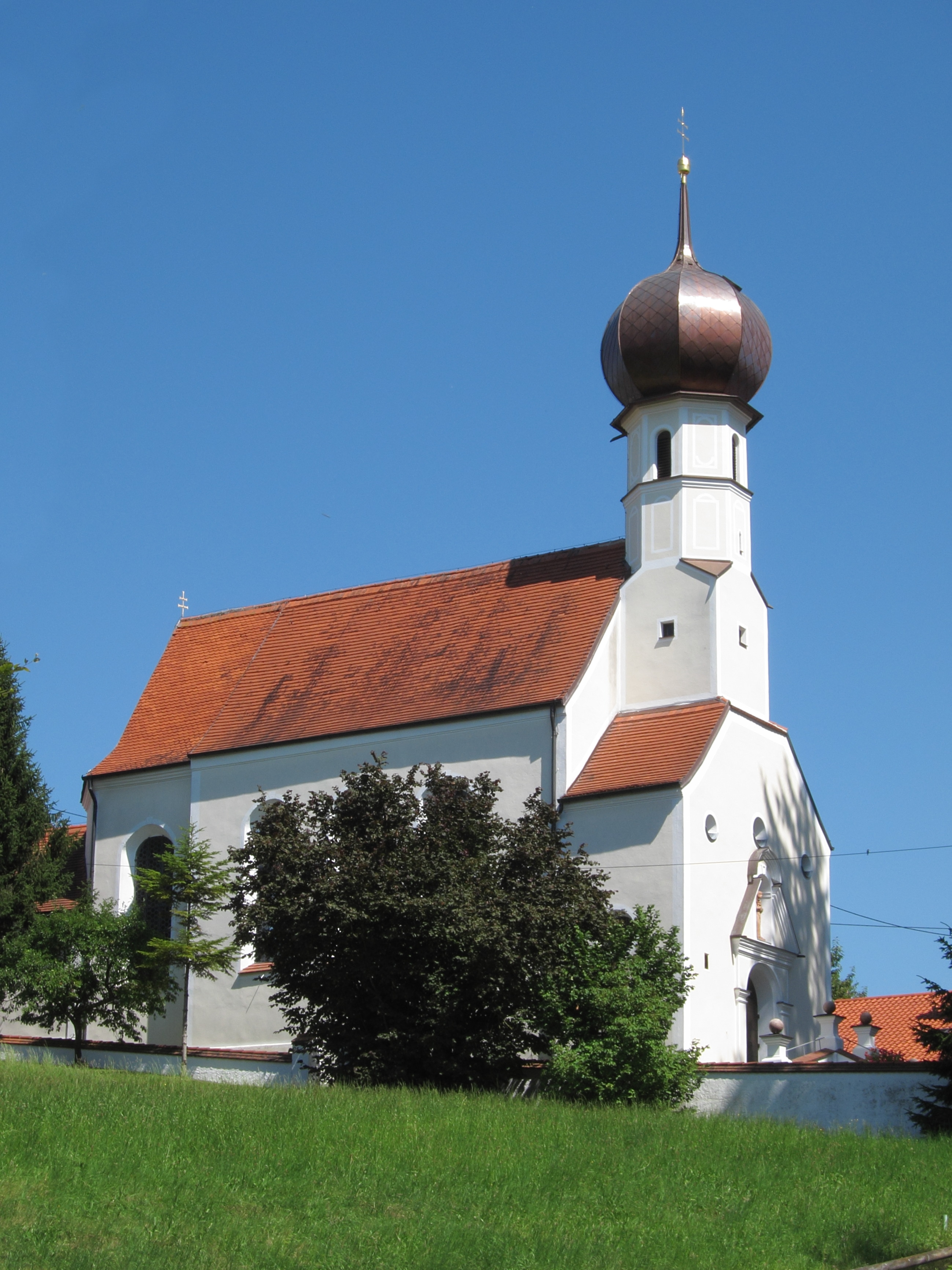
St. Antonius von Padua in Zeilhofen

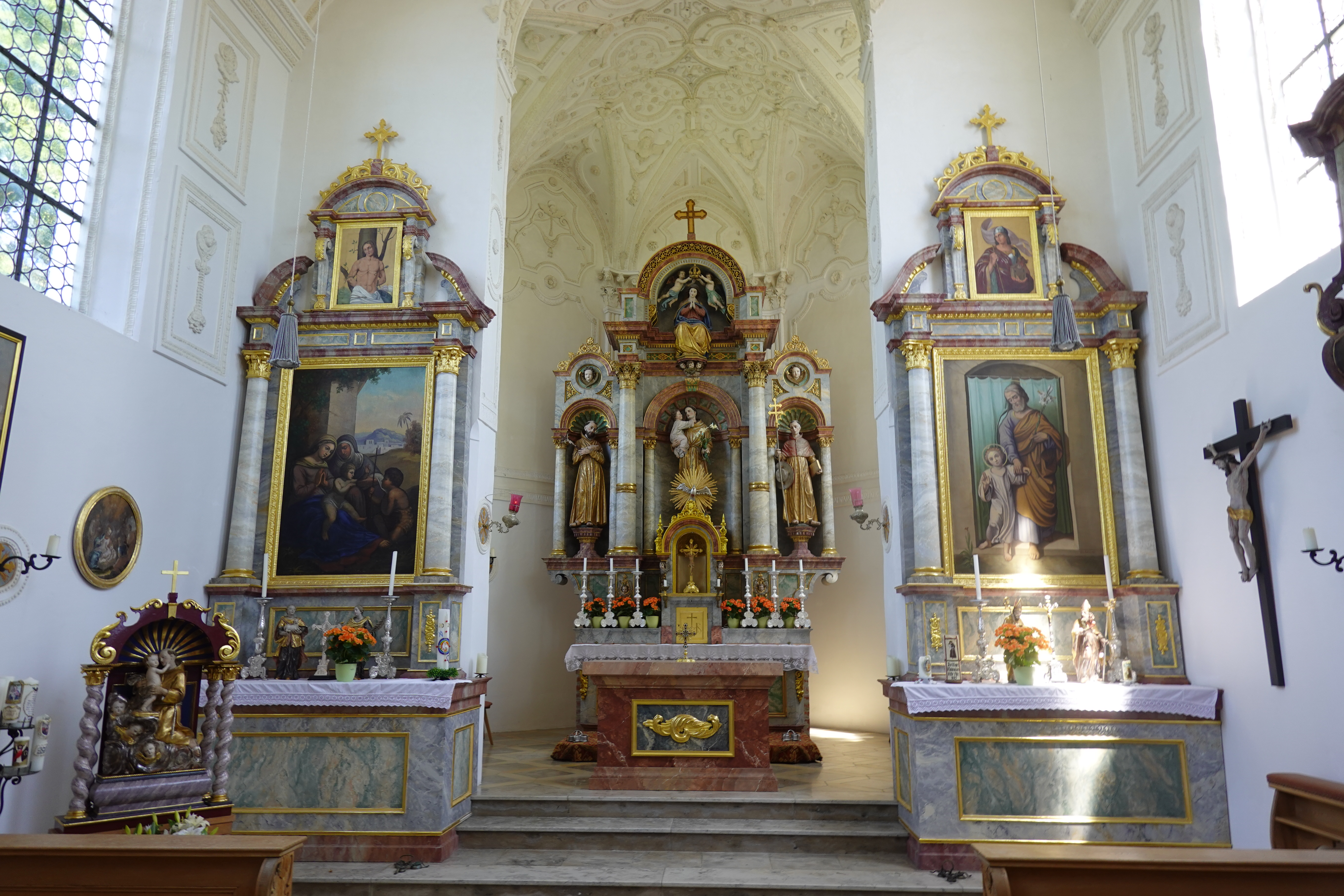
Innenansicht

Die römisch-katholische Filialkirche St. Antonius von Padua steht in Zeilhofen, einem Gemeindeteil der Stadt Dorfen im oberbayerischen Landkreis Erding. Sie ist in der Liste der Baudenkmäler in Dorfen unter der Nummer D-1-77-115-121 eingetragen. Die Kirche gehört zum Dekanat Erding im Erzbistum München und Freising.

## Beschreibung
Die barocke Saalkirche wurde 1666 nach einem Entwurf von Hans Kogler errichtet. Sie besteht aus dem Langhaus und dem eingezogenen, dreiseitig geschlossenen Chor im Nordosten, an den eine Sakristei angebaut ist. Aus dem Narthex (Vorhalle) im Südwesten des Langhauses, in dem sich das Portal befindet, erhebt sich der Kirchturm mit achteckigen Obergeschossen und abschließender Zwiebelhaube.
Der Innenraum ist mit einem Stichkappengewölbe überspannt. Die drei Altäre wurden 1849 bzw. 1870 aufgestellt. Der Hauptaltar präsentiert in der mittleren Nische den heiligen Franziskaner Antonius von Padua, den Kirchenpatron, flankiert vom Ordensgründer Franz von Assisi und Bonaventura, ebenfalls Franziskaner der ersten Generation wie Antonius, in den seitlichen Nischen.